# Jacek Morajko
Jacek Morajko (Opole, Voivodat d'Opole, 26 d'abril de 1981) és un ciclista polonès, ja retirat, que fou professional des del 2003 fins al 2018. En el seu palmarès destaca el campionat nacional en ruta de 2010. El 2008 va prendre part en els Jocs Olímpics d'Estiu de Pequín. Una vegada retirat passà a exercir tasques de direcció esportiva a l'equip Voster ATS Team.

## Palmarès
- 2002
  - 1r al Tour des Mauges
- 2006
  - 1r al Gran Premi Àrea Metropolitana de Vigo
- 2009
  - Vencedor d'una etapa a la Szlakiem Grodów Piastowskich
- 2010
  -  Campió de Polònia en ruta
  - 1r al Małopolski Wyścig Górski
  - 1r a la Cursa de Solidarność i els Atletes Olímpics i vencedor de 2 etapes
- 2011
  - 1r a la Copa dels Carpats
  - 1r al Gran Premi Jasnej Góry
- 2014
  - Vencedor d'una etapa a la Cursa de Solidarność i els Atletes Olímpics.[4]